# Carl Stichnath
Carl Stichnath (* 11. Mai 1863 in Bremen; † 23. Dezember 1933 in Bremen) war ein deutscher Schornsteinfegermeister, Präses der Gewerbekammer Bremen, Bremer Politiker und Senator (DDP).

## Biografie

### Ausbildung, Beruf und Kammerarbeit
Stichnath war der Sohn eines Schornsteinfegermeisters. Er absolvierte die Realschule und erlernte wie sein Vater das Handwerk eines Schornsteinfegers. 1885 wurde die Innung der Schornsteinfeger in Bremen gegründet, in der er als Schornsteinfegermeister bald eine führende Stellung einnahm. 
Als Mittelständler war er von 1903 bis 1933 Mitglied der Gewerbekammer Bremen. Stichnath war Vorstand, Vizepräsident und dann Präsident (Präses) der Gewerbekammer Bremen in den Jahren 1913, 1915, 1917, 1919, 1931 und 1933. In Kammer und Innung war er Vorsitzender des Gesellenprüfungsausschusses. Im Bund der Innungen und gewerblichen Vereine war er Zweiter Vorsitzender. Er fungierte als Vertreter Bremens im Reichsverband des deutschen Handwerks.
Sein Hobby war die Bienenzucht.

### Politik
Stichnath wurde von 1902 bis 1918 für die 4. Klasse im Bremer 8-Klassenwahlrecht in die Bremische Bürgerschaft gewählt. Hier war er in verschiedenen Deputationen tätig. 1918 war er Vizepräsident der Bürgerschaft. 
Anfang 1919 trat er in die liberale Deutsche Demokratische Partei (DDP) ein. 1919/20 war er Mitglied in der verfassungsgebenden Bremer Nationalversammlung. Im Juni 1920 wurde er in den Bremer Senat von Bürgermeister Martin Donandt (Parteilos) in die Senate von 1920 bis 1925 und von 1925 bis 1928 berufen. Hier war er für verschiedene Behörden zuständig und arbeitete in mehreren Deputationen. Auch hier setzte er sich für die Ausbildung im Handwerk nachhaltig ein. Er schied aus gesundheitlichen Gründen im Frühjahr 1928 aus dem Senat.

## Ehrungen
- Die Stichnathstraße in Bremen-Kattenturm wurde 1968 nach ihm benannt.